# Edenried
Edenried ist ein Stadtteil von Aichach im Landkreis Aichach-Friedberg, der zum Regierungsbezirk Schwaben in Bayern gehört.

## Geographie
Edenried liegt im Donau-Isar-Hügelland und damit im Unterbayerischen Hügelland, das zum Alpenvorland, einer der Naturräumlichen Haupteinheiten Deutschlands, gehört.
Edenried liegt etwa neun Kilometer westlich der Stadt Aichach und circa zweieinhalb Kilometer westlich von Griesbeckerzell.

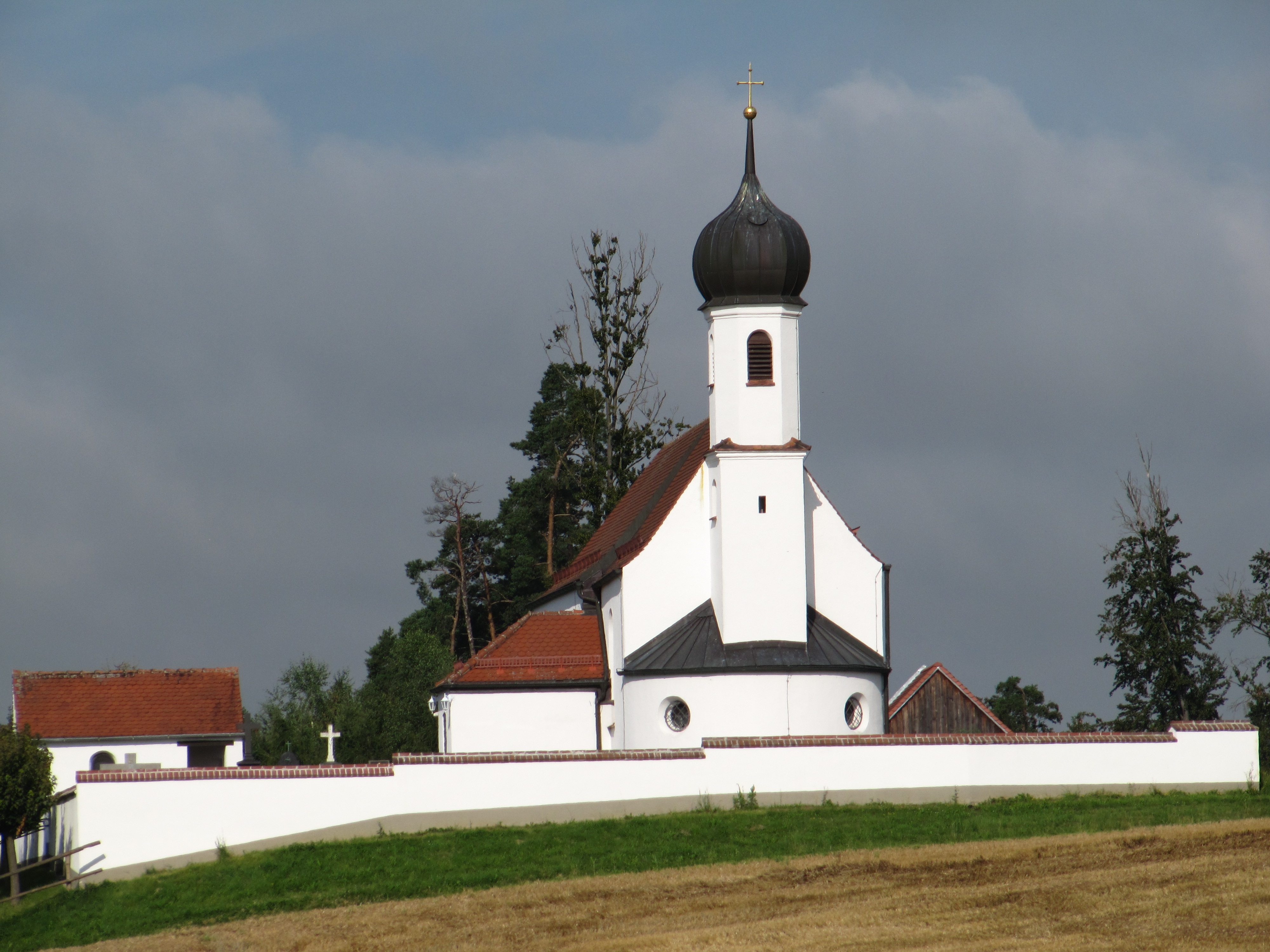
Katholische Pfarrkirche St. Vitus

## Geschichte
Die Pfarrgemeinde Sankt Vitus gehört zur Pfarreiengemeinschaft Obergriesbach im Dekanat Aichach-Friedberg im Bistum Augsburg.

Die Pfarrkirche stammt aus dem 17. Jahrhundert und wurde im Jahre 1857 umgestaltet.
Bis zum 1. Januar 1972 gehörte Edenried als selbstständige Gemeinde zum Landkreis Aichach und wurde im Zuge der Gebietsreform in Bayern in die Gemeinde Griesbeckerzell eingegliedert. Am 1. Januar 1978 kam Griesbeckerzell mit seinen Ortsteilen zu Aichach.